# Blountville
Blountville è un census-designated place degli Stati Uniti d'America nel Tennessee, nella Contea di Sullivan.